# Taterillus emini
Taterillus emini és una espècie de mamífer rosegador de la família dels múrids. Viu a la República Centreafricana, la República Democràtica del Congo, Etiòpia, Kenya, el Sudan, el Sudan del Sud, Tanzània i Uganda. Els seus hàbitats naturals són les sabanes seques, els herbassars secs i les zones àrides. És una espècie en risc mínim, és a dir, no sembla que hi hagi cap amenaça significativa per a la seva supervivència.
L'espècie fou anomenada en honor de l'explorador i funcionari alemany Emin Paixà.